# Schlacht von Montgisard
Montgisard – Jakobsfurt – Karak (I) – Cresson – Karak (II) – Hattin – Jerusalem – Tyrus – Belvoir
Die Schlacht von Montgisard wurde am 25. November 1177 zwischen dem Königreich Jerusalem und Saladin ausgetragen.

## Vorgeschichte
Im Jahr 1177 hatte Philipp von Elsass, Graf von Flandern, Vermandois und Valois, auf einem Kreuzzug das Heilige Land erreicht. Verhandlungen mit Byzanz über einen gemeinsamen Angriff auf Ägypten verliefen ergebnislos, woraufhin Philipp zusammen mit Truppen der Kreuzfahrerstaaten im nördlichen Syrien bei Hama und Harenc den Kampf gegen die Muslime aufnahm, ohne aber Nennenswertes zu bewirken. Während sich die Kreuzfahrer somit auf Syrien konzentrierten, unternahm der Ayyubidensultan Saladin eine Invasion des Königreichs Jerusalem von Ägypten aus.
Als König Balduin IV. von Jerusalem von Saladins Vormarsch erfuhr, verließ er mit allen verfügbaren Truppen Jerusalem und zog seinem Feind zur Stadtfestung Askalon entgegen. In Jerusalem blieben nur Zivilisten zurück. In Askalon angekommen, berief er den Arrière-ban („Heerbann“) ein. Von diesem Einberufungsbefehl, nach dem sich jeder waffenfähige Mann dem königlichen Heer anzuschließen hatte, wurde im Königreich Jerusalem nur äußerst selten Gebrauch gemacht; seine Verwendung deutet darauf hin, dass sich Balduin in einer verzweifelten Situation befand.
Unter den Vasallen, die Balduin begleiteten, waren Rainald von Chatillon, Herr von Oultrejordain und erbitterter Gegner Saladins, der gerade aus seiner Gefangenschaft in Aleppo freigelassen worden war, Balduin von Ibelin, Herr von Ramla, dessen Bruder Balian von Ibelin, Herr von Ibelin und Mirabel, Rainald von Grenier, Graf von Sidon, Hugo von Saint-Omer und sein Bruder Wilhelm, Joscelin III., der Onkel des Königs, und Aubert, der Bischof von Betlehem, der das „Wahre Kreuz“ mitführte. Ebenso dabei war ein kleines Kontingent des Johanniterordens und ein Kontingent des Lazarusordens; ein Kontingent des Templerordens unter ihrem Großmeister Odo von St. Amand stieß auf seinem Marsch nach Askalon auf das Hauptheer Saladins und zog sich nach Gaza zurück. Unklar ist bis heute, von wo die Templer anmarschierten.
Saladin rückte mit seinem Heer über al-Arisch an, wo er die schweren Wagen seines Trosses zurückließ. Von dort marschierte er vorbei an der Templerfestung Gaza nach Askalon, wo er am 22. November eintraf. Balduin ließ sein Heer vor Askalon zur Schlacht aufstellen, zog es aber wieder hinter die Mauern zurück, als klar wurde, dass das Heer Saladins um ein Vielfaches größer war als seines. Saladin erkannte, dass Balduins Heer keine Bedrohung für ihn darstellte. Er unterließ eine Belagerung Askalons, sondern wandte Balduin den Rücken zu und marschierte in Richtung Jerusalem weiter, in der Erwartung, dass Balduin ihm mit so wenigen Männern nicht zu folgen wagen würde.
Laut Wilhelm von Tyrus umfasste Balduins Heer insgesamt nur 375 Mann aller Ränge, womit er aber wohl deutlich untertreibt – die Johanniter bezifferten allein die christlichen Toten und Verwundeten der Schlacht mit dem Fünffachen dieser Zahl. Wahrscheinlich kommandierte Balduin einige Tausend Soldaten. Die Stärke von Saladins Heer gibt Wilhelm von Tyrus mit 26.000 Mann an. Unklar ist bis heute auch deren Zusammensetzung, vermutet wird aber – aufgrund des schnellen Vorstoßes aus Ägypten – dass es sich nur um Kavallerieeinheiten gehandelt habe.
Saladins Heer fächerte sich weit auf und plünderte die fruchtbare Küstenebene des Hinterlandes. Unterwegs stießen sie auf kleinere Abteilungen christlicher Fußsoldaten, die als Teil des Heerbanns auf dem Weg zum König nach Askalon waren. Sie wurden gefangen genommen und sollten als Sklaven verkauft werden. Saladins Vorhut besetzte die verlassene Siedlung Ramla, deren Bevölkerung nach Jaffa geflohen war, und brannte die Siedlung Mirabel nieder. Anschließend griffen sie Lydda an, wo sich die Bevölkerung in der festungsartigen St. Georg-Kathedrale verschanzte und belagert wurde. Jerusalem war indessen seit Jahrzehnten nicht mehr bedroht worden; die Stadtmauern befanden sich in einem vernachlässigten Zustand und die Bevölkerung suchte Schutz in der Zitadelle des Davidsturms.
Saladin verließ sich so sehr auf seine Einschätzung, dass Balduin den Schutz Askalons nicht verlassen werde, dass er keine Soldaten zurückließ, um Balduin dort zu blockieren oder zumindest seine Bewegungen zu beobachten. Dieser Mangel an elementarer Vorsicht ermöglichte es Balduin, dass er unbemerkt von Saladin Askalon verlassen, sich mit den Templern aus Gaza vereinigen und sich mit ihnen gemeinsam zunächst nordwärts entlang der Küste, dann ostwärts den Brandspuren des gegnerischen Heeres folgend, zu einem Überraschungsangriff formieren konnte.

## Die Schlacht
Am 25. November 1177 hatte Saladin mit seiner Hauptarmee die Hügel von Montgisard (auch Tell Jazar), ca. 5 km südöstlich von Ramla in der hügeligen Schefelah erreicht. Sie waren gerade dabei, einen kleinen Fluss zu queren (Nachal Geser, ein Zufluss des Ajjalons), als sie völlig unerwartet vom christlichen Heer überrascht wurden. Viele von Saladins Männern befanden sich zwecks Plünderung im weiteren Umland, wodurch Saladin den Vorteil seiner enormen zahlenmäßigen Überlegenheit nicht voll ausspielen konnte; dennoch blieb er Balduins Heer zahlenmäßig überlegen.
Wie Saladin später über die Schlacht aussagte, trafen ihn die Christen, von Südosten kommend, unvorbereitet und setzten zum Sturmangriff an, noch bevor er seine Truppen in einer Schlachtaufstellung formieren konnte. Balduin IV. führte den Hauptteil der christlichen schweren Kavallerie, insbesondere der Ordensritter zu einer wuchtigen Attacke in Saladins Zentrum, während dessen rechter und linker Flügel noch dabei waren, in einem komplizierten Manöver ihre Position einzunehmen. Die Muslime, auch Saladins aus Mamluken bestehende persönliche Garde, wurden völlig überrumpelt und in die Flucht geschlagen. Einer der Großneffen Saladins wurde im Nahkampf getötet. Immer wieder wird behauptet, der Lazarusorden habe an dieser Schlacht nicht teilgenommen. König Balduin hatte den Heerbann ausgerufen, dem jeder waffenfähige Mann zu folgen hatte. Dass nun ausgerechnet einer der etablierten Ritterorden dem nicht gefolgt wäre, ist nicht belegbar.
Saladin selbst konnte nur knapp entkommen. Die christlichen Gefangenen aus dem Heerbann nutzten die allgemeine Verwirrung, um sich zu befreien und überwältigten die Wachen des muslimischen Trosses.
Die Schlacht südlich unterhalb des Hügels hatte erst am Nachmittag begonnen, so dass bald die Dunkelheit der Nacht die fliehenden Muslime umgab. Dies erleichterte zwar ihre Flucht, machte es Saladin aber unmöglich, sie in irgendeiner Form zusammenzuhalten. Anschließend war es Balduin ein leichtes, die verstreuten Abteilungen Saladins, die etwa Lydda belagerten oder plündernd Richtung Jerusalem voraus marschiert waren, zu stellen und gefangen zu nehmen bzw. zu töten.

## Folgen
Am nächsten Tag begannen heftige winterliche Regenfälle, die zehn Tage anhielten und Saladin daran hinderten, sein Heer wieder wirksam zu sammeln. Die Kreuzfahrer verfolgten ihn bis Askalon, während Saladin die Nachricht erreichte, dass kriegerische Beduinen sein Basislager in al-Arisch geplündert hatten. Wegen dieses Verlusts musste Saladin die Reste seiner Armee mit nur unzureichenden Vorräten über den Sinai nach Ägypten heimführen. Nur noch mit einem Zehntel seiner Armee erreichte Saladin am 8. Dezember 1177 Kairo.
Saladin erneuerte seinen Angriff erst im März 1179.
Zweifellos war die Schlacht ein großartiger Sieg der Kreuzfahrer. Als das Königreich Jerusalem schon verloren schien, wurde es durch die bemerkenswert mutige Führung des damals gerade sechzehnjährigen und schon von Lepra gezeichneten Königs Balduin gerettet. Die kleine Armee der Christen hatte Saladin eine verheerende Niederlage zugefügt. Der Preis des Sieges war allerdings hoch: Raimund, der Leiter des Hospitals der Johanniter in Jerusalem, berichtet von 1.100 gefallenen Christen und weiteren 750 schwer Verwundeten, die seinem Hospital zur Heilbehandlung anvertraut wurden.
Weder König Balduin noch sein Heer zweifelten daran, dass sie den Sieg nur einem Eingriff Gottes zu verdanken hatten. Bald tauchten Berichte auf, der Heilige Georg, dessen Kathedrale in Lydda während der Schlacht von Saladins Vorhut belagert worden war, sei auf dem Schlachtfeld an der Seite der Christen kämpfend gesehen worden. Zum Dank für den Sieg errichteten die Kreuzfahrer bald auch ein Benediktinerkloster auf dem Schlachtfeld, das der heiligen Katharina von Alexandria geweiht wurde, deren Gedenktag am Tag der Schlacht begangen wird.